# 北哥倫比亞 (加利福尼亞州)
北哥倫比亞（英語：North Columbia）是位於美國加利福尼亞州內華達縣的一個非建制地區。該地的面積和人口皆未知。

## 地理
北哥倫比亞的座標為39°22′22″N 120°59′14″W / 39.37278°N 120.98722°W，而該地的平均海拔高度為919米（即3015英尺）。